# Vinsarp
Vinsarp är en herrgård i Dalums socken i Ulricehamns kommun, Västergötland.
Vinsarp ligger vid Vinsarpssjön 15 km norr om Ulricehamn. Vinsarp räknas som en av frälsets befästa sätesgårdar. Av gårdens medeltida byggnader återstår ännu nedre delen av ett fyrkantigt stenhus, uppfört vid mitten av 1400-talet med källarvåning och en större sal däröver.
Gården hette först Tummatorp, men fick i slutet av 1400-talet namnet Nya Vinsatorp, då Vinstorpaätten flyttade sin sätesgård hit från Böne, 2 kilometer söderut. Från Vinstorpaätten övergick Vinsarp på 1500-talet till släkterna Gyllenstierna och Ulfsparre. Den ägdes från 1701 till mitten av 1800-talet av släkten Fägerskiöld och från 1919 av Einar von Strokirch. 1931-1948 var Vinstorp sommarnöje åt Göran Georgsson Silfverswärd och ägdes därefter till 1952 av skådespelaren Hasse Ekman. Nuvarande ägare är Jan Filip Sjögren.